# Up Close and Personal Tour
Up Close and Personal Tour – czwarta trasa koncertowa grupy Guns N’ Roses; w jej trakcie odbyło się czterdzieści dziewięć koncertów.
1. 10 lutego 2012 – Nowy Jork, Nowy Jork, USA – Roseland Ballroom
2. 12 lutego 2012 – Nowy Jork, Nowy Jork, USA – Terminal 5
3. 15 lutego 2012 – Nowy Jork, Nowy Jork, USA – The Ritz Webster Hall
4. 16 lutego 2012 – Nowy Jork, Nowy Jork, USA – Hiro Ballroom
5. 19 lutego 2012 – Chicago, Illinois, USA – House of Blues Chicago
6. 21 lutego 2012 – Detroit, Michigan, USA – The Filmore Detroit
7. 23 lutego 2012 – Silver Spring, Maryland, USA – The Fillmore Silver Spring
8. 24 lutego 2012 – Atlantic City, New Jersey, USA – House of Blues Atlantic City
9. 27 lutego 2012 – Filadelfia, Pensylwania, USA – Electric Factory
10. 1 marca 2012 – Atlanta, Georgia, USA – The Tabernacle
11. 3 marca 2012 – Lake Buena Vista, Floryda, USA – House of Blues Orlando
12. 5 marca 2012 – Miami, Floryda, USA – Jackie Gleason Theatre
13. 9 marca 2012 – Los Angeles, Kalifornia, USA – Hollywood Palladium
14. 11 marca 2012 – Los Angeles, Kalifornia, USA – The Wiltern
15. 12 marca 2012 – Los Angeles, Kalifornia, USA – House of Blues Los Angeles
16. 11 maja 2012 – Moskwa, Rosja – Stadium Live Club
17. 12 maja 2012 – Moskwa, Rosja – Stadium Live Club
18. 17 maja 2012 – Dublin, Irlandia – The O2
19. 19 maja 2012 – Nottingham, Anglia – Capital FM Arena
20. 20 maja 2012 – Liverpool, Anglia – Echo Arena
21. 23 maja 2012 – Newcastle, Anglia – Metro Radio Arena
22. 25 maja 2012 – Glasgow, Szkocja – Scottish Exhibition and Conference Centre
23. 26 maja 2012 – Birmingham, Anglia – LG Arena
24. 29 maja 2012 – Manchester, Anglia – Manchester Arena
25. 31 maja 2012 – Londyn, Anglia – The O2 Arena
26. 1 czerwca 2012 – Londyn, Anglia – The O2 Arena
27. 4 czerwca 2012 – Rotterdam, Holandia – Ahoy Rotterdam
28. 5 czerwca 2012 – Paryż, Francja – Palais Omnisports de Paris-Bercy
29. 8 czerwca 2012 – Mönchengladbach, Niemcy – Warsteiner Hockey-Park
30. 10 czerwca 2012 – Lyon, Francja – Halle Tony Garnier
31. 11 czerwca 2012 – Strasburg, Francja – Zénith de Strasbourg
32. 14 czerwca 2012 – Tuluza, Francja – Le Zénith de Toulouse
33. 16 czerwca 2012 – Clisson, Francja – Val de Moine
34. 18 czerwca 2012 – Montpellier, Francja – Park & Suites Arena
35. 19 czerwca 2012 – Tulon, Francja – Zénith Oméga de Toulon
36. 22 czerwca 2012 – Mediolan, Włochy – Fiera Milano
37. 24 czerwca 2012 – Dessel, Belgia – Dessel Festival Grounds
38. 27 czerwca 2012 – Bazylea, Szwajcaria – St. Jakobshalle
39. 29 czerwca 2012 – Graz, Austria – Schwarzl Freizeitzentrum
40. 1 lipca 2012 – Bukareszt, Rumunia – Romexpo Arena
41. 3 lipca 2012 – Tel Awiw, Izrael – Yarkon Park
42. 6 lipca 2012 – Stambuł, Turcja – Maçka Küçükçiftlik Park
43. 8 lipca 2012 – Sofia, Bułgaria – Stadion Narodowy im. Wasyla Lewskiego
44. 11 lipca 2012 – Rybnik, Polska – Stadion Miejski
45. 13 lipca 2012 – Trenczyn, Słowacja – Nové Mesto nad Váhom
46. 15 lipca 2012 – Nowy Sad, Serbia – Twierdza Petrovaradin
47. 17 lipca 2012 – Split, Chorwacja – Spaladium Arena
48. 20 lipca 2012 – Benicàssim, Hiszpania – Benicassim Festival Grounds
49. 22 lipca 2012 – Palma de Mallorca, Hiszpania – Son Fusteret